# Cassia harneyi
Cassia harneyi är en ärtväxtart som beskrevs av Raymond Louis Specht. Cassia harneyi ingår i släktet Cassia och familjen ärtväxter. Inga underarter finns listade i Catalogue of Life.